# Eyedea
Micheal David Larsen (9 de noviembre de 1981 – 16 de octubre de 2010), más conocido por su nombre artístico Eyedea, fue un músico estadounidense, rapero y poeta. Era un MC de batalla de freestyle rap campeón y compositor de Saint Paul, Minnesota.

## Biografía
Eyedea entró por primera vez en la escena del hip-hop batallando contra otros raperos en notables competiciones de freestyle rap en EUA. Sus victorias notables incluyeron una victoria en Scribble Jam 1999 y la televisada batalla de MCs "Blaze Battle 2000" patrocinado por HBO, que fue presentado por KRS-One. Después de la victoria, ganó una porción impresionante de dinero, pero también se le ofreció un corte más alto si firmaba un contrato discográfico con el magnate del hip hop P Diddy, a lo que se negó, en lugar de ayudar a construir "Rhymesayers Entertainment". Eyedea creció cerca de Saint Paul, Minnesota con su madre Kathy Averill, quien lo dio a luz cuando tenía diecisiete años. Él es de Irlandés y Libanés linaje. Asistió la escuela Highland Park.
Eyedea se hizo conocido como un MC de batalla, recorriendo el circuito entre 1997 y 2001. Durante este tiempo, ganó los primeros premios en Scribble Jam 1999, Rock Steady Anniversary 2000 y Blaze Battle New York 2000. Estas batallas incluyeron que venciera a artistas notables como Immortal Technique, P.E.A.C.E y PackFM.
En 1999, hizo su primera aparición nacional en el Anticon compilación "Music for the Advancement of Hip-Hop". También realizó numerosas giras como segundo MC y telonero. En 2001, lanzó "First Born" con su amigo DJ Abilities (colectivamente, inicialmente se llamaron "The Sixth Sense", pero luego cambiaron el nombre a "Eyedea & Abilities". En 2002, bajo su seudónimo "Oliver Hart", lanzó la autoproducción "The Many Faces of Oliver Hart, or: How Eye One the Write Too Think". En 2004, se reunió con su amigo Abilities para lanzar el álbum "E&A". Todos los lanzamientos de Eyedea han sido en el Rhymesayers sello discográfico, con la excepción del EP Carbon Carousel, que fue lanzado por su cuenta música independiente sello, Crushkill Recordings. Además de hacer giras de forma independiente y con compañeros de sello de Rhymesayers y miembros de Caramelo facial, Eyedea & Abilities participó en el Def Jux-patrocinado por la gira "Who Killed the Robots?", titulada por Eyedea.
Eyedea es ampliamente conocido y elogiado por sus habilidades de freestyle rap de batalla. "LA Weekly" enumeró su "Scribble Jam 1999" batalla con P.E.A.C.E de "Freestyle Fellowship" como una de las mayores batallas de rap de todos los tiempos. A pesar de la naturaleza agresiva de las batallas de MCs, su música a menudo se describe como reflexiva y filosófica.

## Muerte
En 16 de octubre de 2010, Eyedea murió mientras dormía en su apartamento de Saint Paul. Fue encontrado muerto por su madre Kathy, según un amigo. La causa de la muerte se dio a conocer el 18 de noviembre de 2010 y dictaminó que se trató de un accidente, por depresión respiratoria, causada por derivados opiáceos, según la Oficina del Médico Forense del Condado de Ramsey. Los medicamentos específicos encontrados en el sistema de Larsen no han sido revelados al público.

## Discografía
Álbumes
- First Born (2001) (com DJ Abilities, como Eyedea & Abilities)
- The Many Faces of Oliver Hart, or: How Eye One the Write Too Think (2002) (como Oliver Hart)
- E&A (2004) (Eyedea & Abilities)
- This Is Where We Were (2006) (com a participação de Face Candy)
- By the Throat (2009) (Eyedea & Abilities)
- Waste Age Teenland (2011) (Face Candy)
- Grand's Sixth Sense (2011) (com participação de DJ Abilities, como Sixth Sense, gravado em 1990s)

EPs
- The Whereabouts of Hidden Bridges (2000) (com Oddjobs)
- The Some of All Things, or: The Healing Power of Scab Picking (2006) (com Carbon Carousel)
- Duluth Is the Truth (2009)
- When in Rome, Kill the King (2010) (como Micheal Larsen)
- Freestyles (2010)

Mixtapes
- E&A Road Mix (2003) (Eyedea & Abilities)

Grabaciones en vivo
- Birthday (I Feel Triangular) (2011) (com Guitar Party)

Singles
- "Pushing Buttons" 12" (2000) (Eyedea & Abilities)
- "Blindly Firing" 12" (2001) (Eyedea & Abilities)
- "Now / E&A Day" 12" (2004) (Eyedea & Abilities)
- "Carbon Carousel Single Series #1" (2007) (Carbon Carousel)
- "Nervous" (2007) (Carbon Carousel)

Participaciones
- "Best Kind" por Slug do grupo Atmosphere (1997)
- "Native Ones Live @ The Entry" por Atmosphere em Headshot: Vol. 6: Industrial Warfare (1998)
- "Monster Inside" por Anomaly em Howle's Book (1998)
- "Savior?" por Sole, Slug e Eyedea em Music for the Advancement of Hip Hop (1999)
- "Embarrassed" por Sage Francis com participação do Slug em Sick of Waging War (2001)
- "Gotta Love Em" por Slug & Eyedea com DJ Murge Search and Rescue (2002)
- "The Stick Up" por Atmosphere em "Headshots Se7en" (2002)
- "More From June" por Deep Puddle Dynamics em "We Aint Fessin" (2002)
- "We Aint Fessin (Double Quotes)" por Deep Puddle Dynamics em "We Aint Fessin" (2002)
- "Miss By A Mile" por Aesop Rock, Eyedea & Slug em We Came From Beyond, Vol 2 (2003)
- "Play Dead Til They Kill You" por Saturday Morning Soundtrack em Saturday Morning Soundtrack (2005)
- "Quality Programming" por Booka B em Basementality (2005)
- "L-Asorbic Acid" por The Crest & Eyedea + Carnage on "Skeptic" (2005)
- "Everything's Perfect" por AWOL One em "War of Art" (2006)
- "Frisbee" por Abstract Rude (2006)
- "Dopamine" por Playaz Longue Crew em Hype Hop (2007)
- "Thanks But No Thanks" por Sector 7G em "Scrap Metal" (2007)
- "Head Tripping" por Kristoff Krane em "This Will Work For Now" (2008)
- "Is It Right" por Kristoff Krane em "This Will Work For Now" (2008)
- "Dream" por No Bird Sing em "No Bird Sing" (2009)
- "Best Friends" por Kristoff Krane em Picking Flowers Next To Roadkill (2010)
- "Sneak" por The Let Go on Morning Comes (2010)
- "Dead Wallets" com participação do Ecid em "Movement 4:6" (2010)
- "Rockstars Don't Apologize" por Ecid Feat. Awol One, and Kristoff Krane em "Werewolf Hologram" (2012)
- "Purest Disgust" por Debaser em Peerless
- "Cataract Vision" por Eyenine em Afraid to Dream
- "Perfect Medicine" por Serebe
- "Savior Self" por Sadistik com participação de CasOne, Kristoff Krane, e Alexipharmic
- "Thorns" por Aesop Rock, Slug, & Eyedea
- "Chemical Burns" por Sadistik em Ultraviolet (2014)